# Лемнія
Лемнія (рум. Lemnia) — комуна у повіті Ковасна в Румунії. До складу комуни входить єдине село Лемнія.
Комуна розташована на відстані 179 км на північ від Бухареста, 42 км на північний схід від Сфинту-Георге, 66 км на північний схід від Брашова.

## Населення
За даними перепису населення 2002 року у комуні проживали 3454 особи.
Національний склад населення комуни:
| Національність | Кількість осіб | Відсоток |
| -------------- | -------------- | -------- |
| угорці         | 3402           | 98,5%    |
| румуни         | 40             | 1,2%     |
| цигани         | 12             | 0,3%     |

Рідною мовою назвали:
| Мова      | Кількість осіб | Відсоток |
| --------- | -------------- | -------- |
| угорська  | 3414           | 98,8%    |
| румунська | 40             | 1,2%     |

Склад населення комуни за віросповіданням:
| Релігія                                       | Кількість осіб | Відсоток |
| --------------------------------------------- | -------------- | -------- |
| римо-католики                                 | 3289           | 95,2%    |
| реформати                                     | 67             | 1,9%     |
| адвентисти                                    | 49             | 1,4%     |
| православні                                   | 37             | 1,1%     |
| греко-католики                                | 2              | 0,1%     |
| лютерани (Синодально-пресвітеріанська церква) | 2              | 0,1%     |
| баптисти                                      | 1              | < 0,1%   |
| унітарії                                      | 1              | < 0,1%   |
| бретрени                                      | 1              | < 0,1%   |

## Зовнішні посилання
- Дані про комуну Лемнія на сайті Ghidul Primăriilor [Архівовано 28 листопада 2012 у Wayback Machine.]